# Xiaojingcheng
Xiao Jing Cheng, född 1812, död 1855, var en kinesisk kejsarinna, gift med kejsar Daoguang, mor till Prins Gong och styvmor till kejsar Xianfeng.

## Biografi
Xiaojing föddes som dotter till Hualianga från den mongoliska Borjigit-klanen. 
Hon gavs som konkubin till Daoguang i den Förbjudna staden då han fortfarande var tronföljare. 1820 blev han kejsare. Hon födde tre söner och en dotter och befordrades till "Värdiga Fru Jing" och sedan "Kejserliga Gemålen Jing". Då kejsarinnan Xiao Quan Cheng dog 1840 blev Xiaojing överhuvud för kejsarens konkubiner och fosterförälder åt tronföljare Xianfeng. 
Då Daoguang dog och Xianfeng blev kejsare 1850 blev Xianjing, då både den förra kejsarens kejsarinna och den nye kejsarens biologiska mor var döda, i första rang bland den förre kejsarens änkor, och hon gavs titeln "Hälsosamma och Moderliga Kejserliga Nådiga Änke-Gemålen", och som hovets "första dam" utvalde hon år 1852 den nye kejsarens hustrur och konkubiner. Bland dem fanns den nya kejsarinnan Cian och den berömda Cixi. 
År 1855 blev hon allvarligt sjuk, och Xianfeng gav henne titeln änkekejsarinna. Hon dog senare samma år, och fick postumt titeln kejsarinna. 

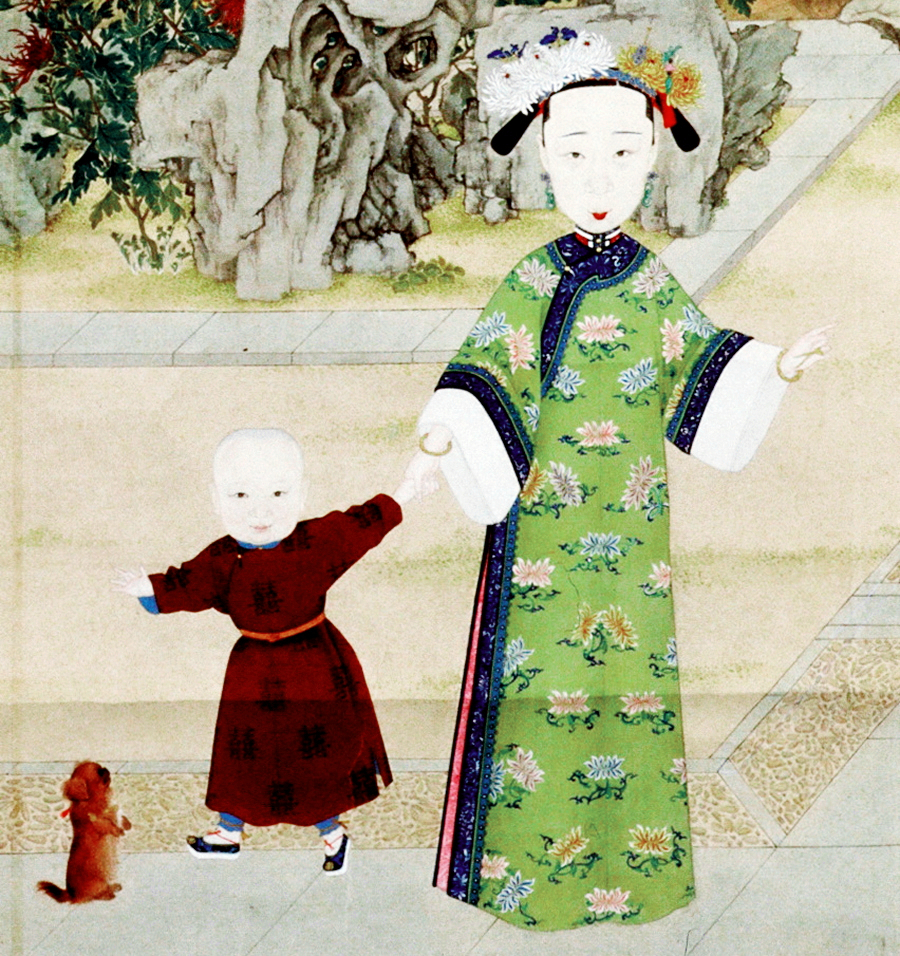
Xiao Jing Cheng